# František Junek
František Junek (ur. 17 stycznia 1907, zm. 19 marca 1970), czeski piłkarz, napastnik. Srebrny medalista MŚ 34. Długoletni zawodnik Slavii Praga.
W reprezentacji Czechosłowacji zagrał 32 razy i strzelił 7 goli. Debiutował 15 września 1929 w meczu z Austrią, ostatni raz zagrał w 1934. Podczas MŚ 34 zagrał we wszystkich czterech spotkaniach Czechosłowacji w turnieju. Ze Slavią wielokrotnie był mistrzem Czechosłowacji.